# Armstrong (Scisma)
Armstrong è il terzo album degli Scisma, pubblicato nel 1999 dalla EMI.

## Il disco
Nell'album il gruppo lascia spazio alle sperimentazioni della pianista Michela Manfroi, che rende le strutture dei brani più complesse e con maggiori quantità di contaminazioni sonore. Il disco si apre con Tungsteno, cantato in italiano e inglese. Sulla stessa falsariga troviamo i brani I Am The Ocean e Jetson High Speed, momenti di sperimentazione con basi melodiche intense. Dal singolo Troppo poco intelligente, si prosegue con L'amour e L'innocenza, che nelle sue liriche pare descrivere l'idea della musica proposta dal gruppo: ...Io non so perché è tutto così vero che descrivere è impossibile. Bisogna immaginare.... Dal brano con evidenti influenze jazz Giuseppe Pierri (che era il maestro delle elementari di Paolo Benvegnù), Simmetrie, intenso ed emotivo, e la title track, si giunge verso la conclusione del disco e, allo stesso tempo, alla lunga pausa nella carriera del gruppo.

## Tracce
1. Tungsteno – 3:09
2. L'innocenza – 3:50
3. I am the ocean – 3:55
4. Troppo poco intelligente – 3:55
5. L'amour – 3:54
6. Giuseppe Pierri – 4:36
7. È stupido – 4:52
8. L'universo – 4:48
9. Jetsons high speed – 3:36
10. Simmetrie – 3:58
11. Armstrong – 4:18
12. Good morning – 4:51